# Jens Nielsen (bokser)
 Der er flere personer med dette navn, se Jens Nielsen.
Jens Nielsen (født ?? i Hjortshøj) var en bokser, der som amatør i 1930'erne og 1940'erne vandt 7 jyske mesterskaber og blev dansk mester en enkelt gang. Han boksede som professionel i nogle år efter 2. verdenskrig.
Jens Nielsen boksede som amatør for bokseklubben Århus BK og blev jysk mester i 1931 i bantamvægt. Han vandt efterfølgende det jyske mesterskab i 1932 (bantamvægt), 1934 (fjervægt), 1936 (letvægt), 1937 (fjervægt), 1939 (letvægt) og 1944 (fjervægt). Han blev dansk mester i letvægt i 1938. Han deltog i Europamesterskaberne i amatørboksning 1937 men blev stoppet i sin første kamp mod tjekken Kral. 
Jens Nielsen debuterede som professionel bokser efter krigen den 13. marts 1947 i Aarhus Stadionhal mod algieren Battling Hai, med tabte debutkampen, da han blev slået ud i kampens tredje omgang. Kun en uge efter knockoutnederlaget gik Jens Nielsen i ringen igen ved et stævne i Odense, hvor Nielsen boksede forkamp mod franskmanden Sauret, der blev besejret. Stævnets hovedkamp stod mellem netop Battling Hai og den danske favorit Hirsch Demsitz, der dog også tabte til Hai. 
Jens Nielsen boksede to kampe uafgjort i KB Hallen i København og led karrierens andet nederlag mod debutanten Herman Korber, og blev herefter slået ud i en kamp i Rotterdam. Sidste kamp i karrieren fandt sted den 3. september 1948, da Jens Nielsen vandt sin blot anden sejr som professionel, da han besejrede algieren Bencherit, der derved led sit 10. nederlag ud af 11 mulige.